# Erich-Alexander Winds
Erich-Alexander Winds (* 15. November 1900 in Dresden; † 9. September 1972 in Berlin) war ein deutscher Regisseur und Schauspieler.

## Leben
Als jüngster Sohn des bedeutenden Schauspielers und Regisseurs Adolf Winds und seiner zweiten Ehefrau, der einstigen Stuttgarter Hofschauspielerin Jenny Schlögell startete Erich-Alexander Winds mit den im Elternhaus erworbenen Kenntnissen im Alter von 18 Jahren in Leipzig seine Karriere. Zum 1. Mai 1933 trat er der NSDAP bei. Über mehrere Stationen kam er nach Wuppertal, wo er 1945 wieder das Amt des Intendanten der Wuppertaler Bühnen antrat, welches er erst 1944 niedergelegt hatte. Von hier aus wurde er ab 1. Juni 1953 an die Städtischen Theater Leipzig als Schauspieldirektor verpflichtet. 1955 ging er an die Staatsoper Berlin, wo er bis 1969 als Chefregisseur tätig war. Im Jahr 1966 wurde er als Dozent an die Staatliche Schauspielschule Berlin berufen.
In mehreren Fernsehfilmen und DEFA-Filmen wirkte er als Regisseur sowie auch als Darsteller mit. Auch bei Hörspielen übernahm er die Regiearbeit.
Erich-Alexander Winds war in erster Ehe seit 1937 mit Sigrid Helene Emilie Böhler (* 6. Juli 1902 in Ulm; † 12. April 1965 in Berlin) und in zweiter Ehe seit 1966 mit der Schauspielerin Gisela Bestehorn verheiratet.

## Theater
- 1946: Jules Massenet: Manon – Regie (Städtische Bühnen Wuppertal)
- 1953: Friedrich Schiller:  Die Jungfrau von Orleans – Regie (Städtisches Theater Leipzig)
- 1954: Jean-Paul Sartre: Die ehrbare Dirne – Regie (Städtisches Theater Leipzig – Kammerspiele)
- 1954: Hedda Zinner: Der Teufelskreis – Regie (Leipziger Schauspielhaus)
- 1955: Friedrich Hebbel: Judith – Regie (Leipziger Schauspielhaus)
- 1955: Ludwig van Beethoven: Fidelio – Regie (Deutsche Staatsoper Berlin)
- 1955: Peter Tschaikowski: Eugen Onegin – Regie (Deutsche Staatsoper Berlin)
- 1955: Richard Wagner: Die Meistersinger von Nürnberg – Regie (Deutsche Staatsoper Berlin)
- 1956: Giuseppe Verdi: Aida – Regie (Deutsche Staatsoper Berlin)
- 1956: George Bernard Shaw: Die Häuser des Herrn Sartorius – Regie (Maxim-Gorki-Theater Berlin)
- 1957: Alexander Borodin: Fürst Igor – Regie (Deutsche Staatsoper Berlin)
- 1958: Eugen Suchoň: Krútňava – Regie (Deutsche Staatsoper Berlin)
- 1958: Sergej Prokofjew: Die Verlobung im Kloster – Regie (Deutsche Staatsoper Berlin)
- 1958: Hans Lucke: Kaution – Regie (Maxim-Gorki-Theater Berlin)
- 1958: Béla Bartók: Herzog Blaubarts Burg – Regie (Deutsche Staatsoper Berlin)
- 1959: Wolfgang Amadeus Mozart: Figaros Hochzeit – Regie (Deutsche Staatsoper  Berlin)
- 1959: Jean Kurt Forest: Der arme Konrad – Regie (Deutsche Staatsoper  Berlin) UA
- 1960: Gerhart Hauptmann: Fuhrmann Henschel  – Regie (Volksbühne Berlin)
- 1960: Richard Strauss: Der Rosenkavalier – Regie (Deutsche Staatsoper Berlin)
- 1960: Giuseppe Verdi: Don Carlos – Regie (Deutsche Staatsoper Berlin)
- 1961: Kurt Schwaen: Leonce und Lena – Regie (Deutsche Staatsoper Berlin – Apollosaal)
- 1961: Werner Egk: Peer Gynt – Regie (Deutsche Staatsoper Berlin)
- 1962: Richard Wagner: Tannhäuser – Regie (Deutsche Staatsoper Berlin)
- 1962: Richard Wagner: Die Meistersinger von Nürnberg – Regie (Deutsche Staatsoper Berlin)
- 1962: Peter Tschaikowski: Eugen Onegin – Regie (Deutsche Staatsoper Berlin)
- 1962: Giuseppe Verdi: Ein Maskenball – Regie (Deutsche Staatsoper Berlin)
- 1963: Gaetano Donizetti: Don Pasquale – Regie (Deutsche Staatsoper Berlin)
- 1963: Engelbert Humperdinck: Hänsel und Gretel – Regie (Deutsche Staatsoper Berlin)
- 1964: Giuseppe Verdi: Lady Macbeth – Regie (Deutsche Staatsoper Berlin)
- 1964: Sergej Prokofjew: Die Geschichte vom wahren Menschen – Regie (Deutsche Staatsoper Berlin)
- 1964: Richard Strauss: Ariadne auf Naxos (Haushofmeister) – Regie: Erhard Fischer (Deutsche Staatsoper Berlin)
- 1965: Johann Nestroy: Einen Jux will er sich machen – Regie (Leipziger Schauspielhaus)
- 1965: Wolfgang Amadeus Mozart: Così fan tutte (Italienische Fassung) – Regie (Deutsche Staatsoper Berlin)
- 1968: Hans Werner Henze: Der junge Lord (Sir Edgar) – Regie: Joachim Herz (Komische Oper Berlin)

## Filmografie
- 1955: Wer seine Frau lieb hat …
- 1966: Pitaval des Kaiserreiches: Der Prozeß gegen die Gräfin Kwilecki (Fernsehreihe)
- 1967: Er ging allein (TV-Zweiteiler)

## Hörspiele (Regie)
- 1957: Jean-Paul Sartre: Nekrassow (Polizeiinspektor) – (Rundfunk der DDR)
- 1958: Gerhard Rentzsch/Karl Wagert: Der Fall van der Lubbe – (Rundfunk der DDR)
- 1958: Henrik Ibsen: Stützen der Gesellschaft (Kaufmann Wiegeland) – (Hörspiel – Rundfunk der DDR)
- 1958: Pavel Kohout: So eine Liebe – (Hörspiel – Rundfunk der DDR)

## Auszeichnungen
- 1961: Titel: Professor
- 1965: Vaterländischer Verdienstorden der DDR in Silber
- 1969: Ehrenmitglied der Deutschen Staatsoper Berlin